# Partido judicial de Roa

El partido de Roa era una división judicial española de la provincia de Burgos. Se situaba al suroeste de la provincia. Los municipios que lo integraban pasaron a formar parte del partido de Aranda de Duero.

## Geografía
El partido de Roa era uno de los doce que formaban la actual provincia. Lindaba al norte con el de Lerma; al sur con la provincia de Segovia; al este con el de Aranda y al oeste con la provincia de Valladolid. Coincide sustancialmente con la parte occidental de la actual comarca de la Ribera del Duero.

## Partido judicial

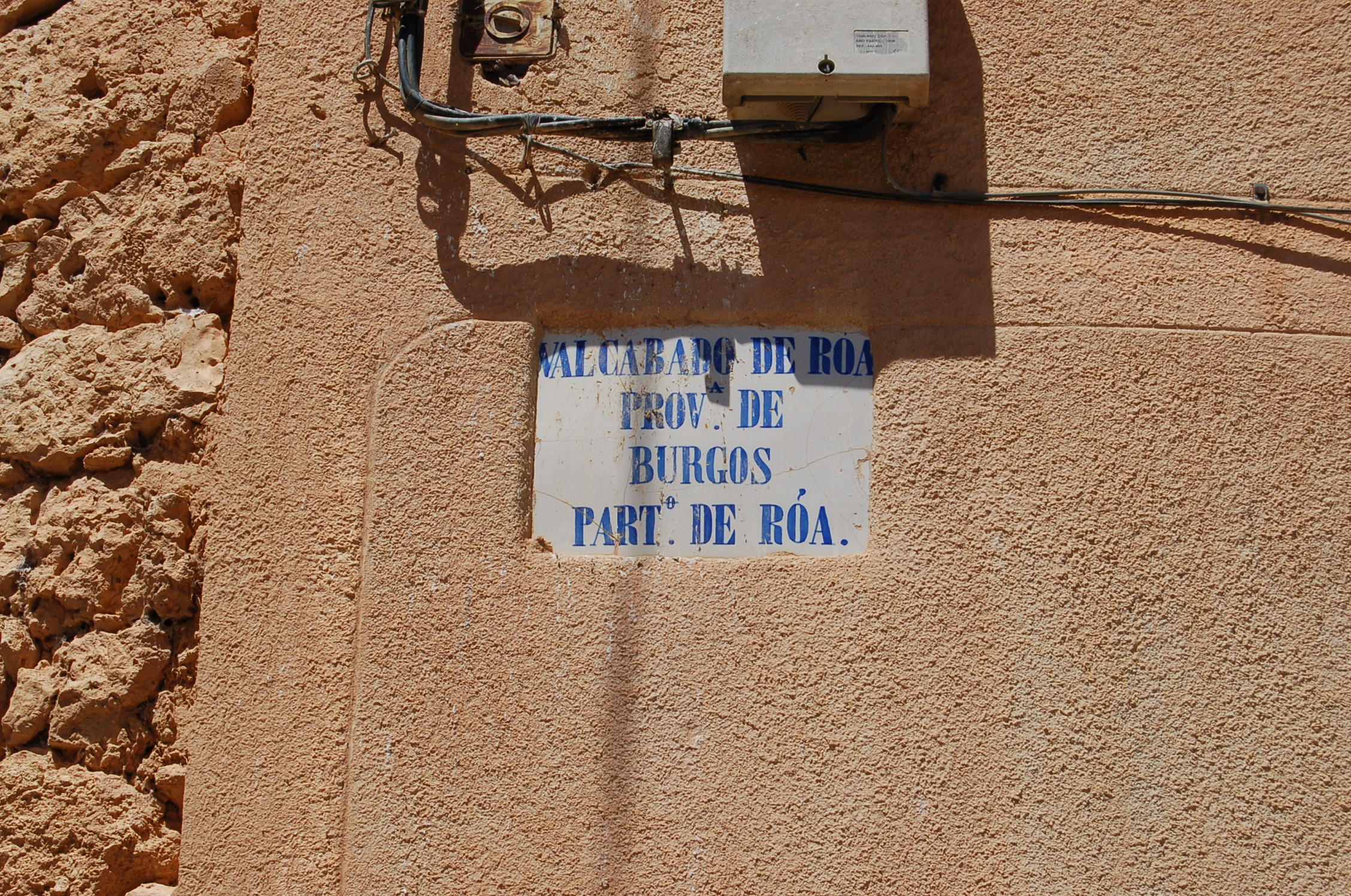
Azulejo en Valcabado de Roa haciendo referencia a dicha localidad, a la provincia de Burgos y al partido judicial de Roa.

El partido judicial de Roa, se crea originariamente en el año 1834, estando formado por 27 pueblos que coinciden con sus 27 municipios, con una población de 11 340 habitantes. El más poblado entonces era Roa con 2730 habitantes, casi la cuarta parte de la población. El menos poblado, Fuentemolinos, con solamente 52. La relación completa es la que sigue:
- Adrada de Haza
- Anguix
- Berlangas de Roa
- Boada de Roa (Pedrosa)
- La Cueva de Roa
- Fuentecén
- Fuentelisendo
- Fuentemolinos
- Fuentenebro
- Guzmán (Pedrosa)
- Haza
- Hontangas
- La Horra
- Hoyales de Roa
- Mambrilla de Castrejón
- Moradillo de Roa
- Nava de Roa
- Olmedillo de Roa
- Pedrosa de Duero
- Quintanamanvirgo (Pedrosa)
- Roa
- San Martín de Rubiales
- La Sequera de Haza
- Valcavado de Roa (Pedrosa)
- Valdezate
- Villaescusa de Roa
- Villatuelda
- Villovela de Esgueva

En 1965 fue anexionado al partido judicial de Aranda de Duero.

## Paulatina reducción del número de municipios
En este partido antes de 1858 no se efectuó ninguna reducción de municipios, quedando sus 27 ayuntamientos con 17 166 habitantes, correspondiendo 2861 a la cabeza de partido. Posteriormente Terradillos de Esgueva se segrega de Villatuelda, pasando a ser 28 municipios.